# Iryna Decha
Iryna Mychajliwna Decha (ukrainisch Ірина Михайлівна Деха; * 14. Mai 1996 in Charkiw) ist eine ukrainische Gewichtheberin.

## Karriere
Decha war 2012 Jugend-Europameisterin. Bei den Jugend-Weltmeisterschaften 2013 wurde sie allerdings bei der Dopingkontrolle positiv auf Stanozolol getestet und vom Weltverband IWF für zwei Jahre gesperrt. Nach ihrer Sperre wurde sie 2015 Junioren-Vize-Europameisterin und gewann Bronze bei den Junioren-Weltmeisterschaften. Außerdem startete sie im selben Jahr zum ersten Mal bei den Europameisterschaften der Aktiven. In Tiflis erreichte sie in der Klasse bis 75 kg den achten Platz. Ein Jahr später gewann sie bei den Europameisterschaften in Førde drei Goldmedaillen. Bis 2023 folgten 12 weitere. Zudem wurde siegte Decha bei der Universiade 2017 sowie im Reißen bei den Weltmeisterschaften 2022.